# Johann Ernst Gründler

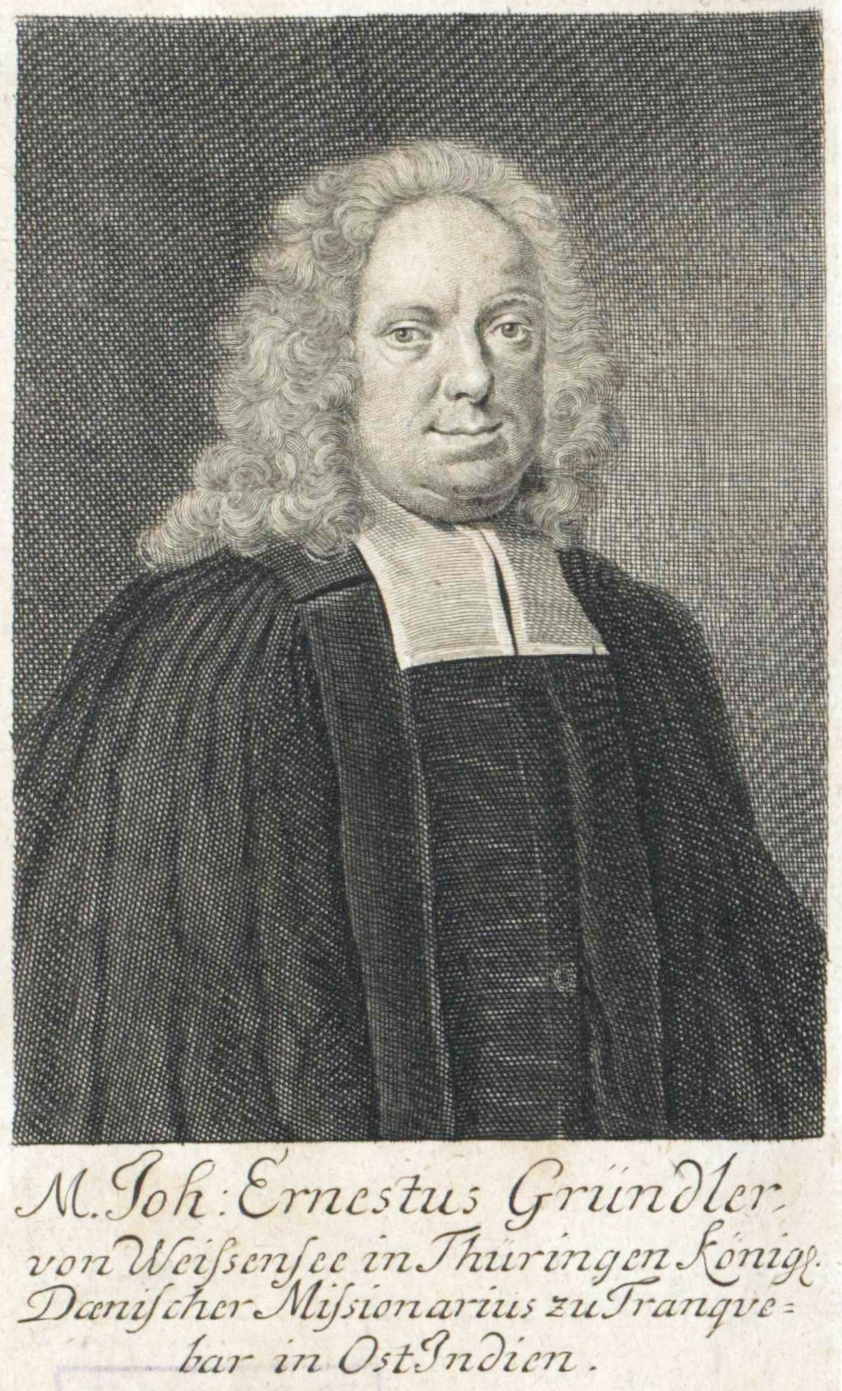
Johann Ernst Gründler

Johann Ernst Gründler (* 7. April 1677 in Weißensee; † 19. März 1720 in Trankebar, Dänisch-Indien) war ein deutscher evangelischer Missionar und Mitarbeiter und Nachfolger von Bartholomäus Ziegenbalg im südindischen Trankebar.

## Leben und Wirken
Gründler war ein Sohn des Ratskämmerers und besuchte die Lateinschule seiner Vaterstadt. Dann folgten der Besuch des  Gymnasiums in Quedlinburg und Weißenfels und ein Theologiestudium in Leipzig und Wittenberg. Ab 1701 wurde er Lehrer in den Anstalten von August Hermann Francke in Halle (Saale), wo er auch seine Studien fortsetzte. Die Missionsberichte von Bartholomäus Ziegenbalg beeinflussten ihn dahingehend, dass er ebenfalls als Missionar nach Südindien gehen wollte. Er wurde von der Dänisch-Halleschen Mission in Kopenhagen angenommen und reiste mit Johann Georg Bövingh und Polycarp Jordan über Holland nach Indien. Er kam nach monatelanger Reise am 20. Juli 1709 in der südindischen dänischen Kolonie Trankebar an. Dort wurde er ein enger Mitarbeiter, Vertreter und Nachfolger Ziegenbalgs und Mitbegründer der ältesten evangelischen Mission und Kirche Indiens. Zuerst lernte er Portugiesisch und dann die einheimische Tamilsprache, indem er 1710 im Nachbarort Poreiar eine Missionsstation aufbaute. Er erteilte Schulunterricht und war im pastoralen Dienst tätig. Er übersetzte einen Teil von Philipp Jacob Speners Katechismus in die portugiesische Sprache, leitete die erste Druckerei in Südindien und war korrespondierendes Mitglied der Society for Promoting Christian Knowledge in London. Er befasste sich mit der medizinischen Literatur der Tamilen, übersetzte etwas davon ins Deutsche und schrieb den Malabarischen Medicus... denen Herren Medicis in Europa zu dienlicher Nachricht. Im Jahr 1712 stellten die Missionare in Tranquebar einen „Malabarischen Medicus“ zur Versorgung der Schulkinder und der entstehenden Gemeinde an.
Gründler litt wie viele andere Menschen unter dem tropischen Klima und starb nach knapp zehnjährigem Einsatz und nach einer Reise vor Ort. Die Leichenrede hielt sein Nachfolger Benjamin Schultze.

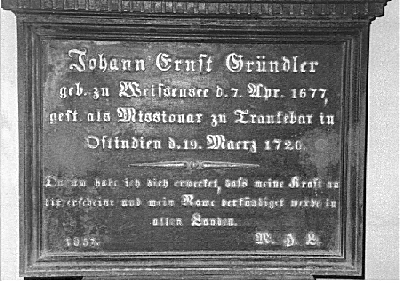
Gedenktafel in der Stadtkirche St. Peter & Paul in Weißensee/Thüringen